# لورا سولاري
لورا سولاري (بالإيطالية: Laura Solari)‏ هي ممثلة إيطالية، ولدت في 5 يناير 1913 في إيطاليا، وتوفيت في 13 سبتمبر 1984 في سويسرا.

## أعمال

### أفلام
- (1953) عطلة رومانية

## وصلات خارجية
- لورا سولاري على موقع IMDb (الإنجليزية)
- لورا سولاري على موقع ألو سيني (الفرنسية)
- لورا سولاري على موقع أول موفي (الإنجليزية)
- لورا سولاري على موقع قاعدة بيانات الأفلام السويدية (السويدية)
- لورا سولاري على موقع قاعدة بيانات الفيلم (الإنجليزية)
- لورا سولاري على موقع كينوبويسك (الروسية)